# Élections législatives mauriciennes de 2014
Les élections législatives mauriciennes ont lieu le 10 décembre 2014 afin de renouveler les députés de l'Assemblée nationale de Maurice, qui désignent à leur tour le Premier ministre.
Le scrutin voit la défaite de la coalition bipartite du premier ministre sortant Navin Ramgoolam, au profit de celle tripartite d'Anerood Jugnauth, qui lui succède.

## Contexte
Les dernières élections législatives en 2010 ont été remportées par la coalition de Navin Ramgoolam. En tant que Premier ministre, celui ci demande au président la dissolution de l'assemblée nationale le 6 octobre 2014.

## Système électoral
Le parlement unicaméral de Maurice, l'Assemblée nationale est doté d'un maximum de 70 sièges renouvelés tous les cinq ans, dont 62 au suffrage universel direct. 62 sièges sont ainsi à pourvoir au scrutin majoritaire plurinominal dans 20 circonscriptions électorales de trois sièges, auquel s'ajoutent une circonscription binominale correspondant à l'île Rodrigues. 
Les électeurs disposent d'autant de voix que de sièges à pourvoir dans leurs circonscription, et les répartissent à raison d'une seule voix par candidat, ceux arrivés en tête étant déclarés élus. Les électeurs votant le plus souvent pour les candidats proposés par un même parti, le résultat est a forte tendance majoritaire, s'apparentant à un vote au scrutin uninominal majoritaire à un tour.
À ce total s'ajoutent enfin jusqu'à huit députés additionnels nommés par la commission électorale. Celle ci les choisit à partir des candidats dits « meilleurs perdants » ayant obtenus les meilleurs résultats parmi ceux n'ayant pas réussi à se faire élire, et ce dans l'objectif de corriger un éventuel manque de représentativité des différents groupes ethniques du pays.

## Résultats
Chaque électeurs disposant de plusieurs voix, le total de ces dernières est largement supérieur au nombre de bulletins de vote valablement exprimés.
|                           |                                             |                                             |           |       |        |        |        |               |  |
| Parti                     | Parti                                       | Parti                                       | Voix      | %     | Sièges | Sièges | Sièges | Sièges        |  |
| Parti                     | Parti                                       | Parti                                       | Voix      | %     | Élus   | N      | Total  | +/-           |  |
|                           |                                             | Mouvement socialiste militant (MSM)         | 1 016 551 | 49,83 | 33     | 4      | 37     | 38            |  |
|                           | Parti mauricien social démocrate (PMSD)     | 7                                           | 1 016 551 | 49,83 | 0      | 7      |        | 38            |  |
|                           | Muvman Liberater (en) (ML)                  | 7                                           | 1 016 551 | 49,83 | 0      | 7      |        | 38            |  |
| Alliance Lepep            | Alliance Lepep                              | 47                                          | 1 016 551 | 49,83 | 4      | 51     |        | 38            |  |
|                           |                                             | Mouvement militant mauricien (MMM)          | 785 645   | 38,51 | 9      | 3      | 12     | 15            |  |
|                           | Parti travailliste mauricien (PTr)          | 4                                           | 785 645   | 38,51 | 0      | 4      |        | 15            |  |
| Alliance PTr/MMM          | Alliance PTr/MMM                            | 13                                          | 785 645   | 38,51 | 3      | 16     |        | 15            |  |
|                           | Front solidarité mauricien (FSM)            | Front solidarité mauricien (FSM)            | 41 815    | 2,05  | 0      | 0      | 0      | 1             |  |
|                           | Rezistans ek Alternativ (ReA)               | Rezistans ek Alternativ (ReA)               | 23 117    | 1,13  | 0      | 0      | 0      | Nv            |  |
|                           | Organisation du peuple rodriguais (OPR)     | Organisation du peuple rodriguais (OPR)     | 21 874    | 1,07  | 2      | 0      | 2      | 1             |  |
|                           | Mouvement mauricien social démocrate (MMSD) | Mouvement mauricien social démocrate (MMSD) | 19 338    | 0,95  | 0      | 0      | 0      | en stagnation |  |
|                           | Lalit                                       | Lalit                                       | 11 550    | 0,57  | 0      | 0      | 0      | Nv            |  |
|                           | Mouvement rodriguais (MR)                   | Mouvement rodriguais (MR)                   | 11 113    | 0,54  | 0      | 0      | 0      | 2             |  |
|                           | Accord pour la démocratie parlementaire     | Accord pour la démocratie parlementaire     | 10 548    | 0,52  | 0      | 0      | 0      | Nv            |  |
|                           | Les Verts Fraternels                        | Les Verts Fraternels                        | 10 191    | 0,50  | 0      | 0      | 0      | Nv            |  |
|                           | Autres partis (34, moins de 0,5 % chacun)   | Autres partis (34, moins de 0,5 % chacun)   | 61 714    | 3,03  | 0      | 0      | 0      | -             |  |
|                           | Indépendants                                | Indépendants                                | 26 516    | 1,30  | 0      | 0      | 0      | en stagnation |  |
| Total des voix            | Total des voix                              | Total des voix                              | 2 039 972 | 100   |        |        |        |               |  |
|                           |                                             |                                             |           |       |        |        |        |               |  |
| Suffrages exprimés        | Suffrages exprimés                          | Suffrages exprimés                          | 686 517   | 98,87 |        |        |        |               |  |
| Votes blancs et invalides | Votes blancs et invalides                   | Votes blancs et invalides                   | 7 843     | 1,13  |        |        |        |               |  |
| Total                     | Total                                       | Total                                       | 694 360   | 100   | 62     | 7      | 69     | en stagnation |  |
| Abstentions               | Abstentions                                 | Abstentions                                 | 242 615   | 25,89 |        |        |        |               |  |
| Inscrits / participation  | Inscrits / participation                    | Inscrits / participation                    | 936 975   | 74,11 |        |        |        |               |  |